# یوشینوری اسومی
یوشینوری اُسومی (大隅 良典 Ōsumi Yoshinori, زادهٔ 	۹ فوریهٔ ۱۹۴۵)؛  زیست‌شناس سلولیِ متخصص در اتوفاجی و اهل ژاپن است. وی برندهٔ جوایزی همچون جایزه کیوتو در ۲۰۱۲ میلادی و جایزه نوبل فیزیولوژی و پزشکی در ۲۰۱۶ میلادی، به خاطر تحقیقات در زمینه اتوفاجی (مکانیسم خودخواری اجزاء سلول) شده‌است.

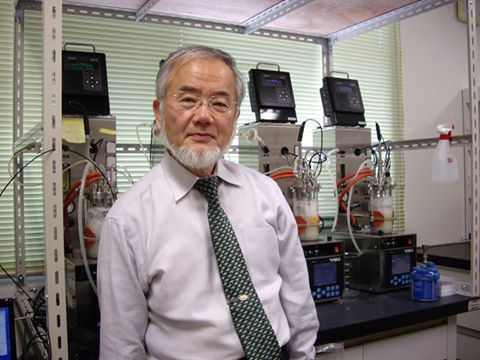
اسومی در آزمایشگاه فناوری توکیو

تغییرات ژنتیکی بوجود آمده در پی اتوفاجی (فرایندی که در آن سلول اجزای خودش را هضم می‌کند) می‌توانند سبب بهبودی بیماری‌های گوناگونی شوند. اهمیت کشف وی در آن است که به شناخت بسیاری از روندهای سلولی همچون جهش ژنتیکی و عفونت‌هایی که بیماری‌های مختلفی مثل پارکینسون، دیابت، سرطان و بیماری‌های سلسله اعصاب را ایجاد کنند، کمک کرده‌است.